# 尼古拉·沃罗诺夫
尼古拉·尼古拉耶维奇·沃罗诺夫（俄语：Никола́й Никола́евич Во́ронов，1899年5月5日—1968年2月28日），苏联将领，1944年被授予炮兵主帅军衔。他发展了苏军炮兵的进攻战术，1965年5月7日被授予苏联英雄称号。

## 生平
沃罗诺夫生于圣彼得堡的一个银行雇员家庭，曾在私立中学接受教育，但因为家境贫寒，1914年辍学，1916年起在私家律师处担任技术秘书，1918年3月参加了蘇军，加入了第15集团军在普斯科夫对尼古拉·尤登尼奇军队的战役，在其中表现出自己的才华。1918年9月从彼得格勒苏维埃炮兵指挥班毕业。1919年加入了俄共（布），介绍人是后来成为苏联元帅的马特维·扎哈罗夫。1920年4月起加入了第16集团军第10师第83旅，参加苏波战争。在8月17日参加战斗时受了重伤而被俘，在华沙的医院治疗后，进入图霍拉的战俘营，1921年4月沃罗诺夫被释放回了俄罗斯。
1922年夏天被任命为鄂木斯克第27步兵团团长，1923年秋天进入高级炮兵指挥学校学习，1926年夏天起重新指挥鄂木斯克第27步兵团，在图哈切夫斯基指挥下作战，不久进入伏龙芝军事学院学习。 1930年他以“一战中炮兵对战术和战略的影响”为题的论文从伏龙芝军事学院毕业，被任命为第1莫斯科无产阶级师炮兵团长。1932年8月被派到意大利执行军事任务。1934年4月被任命为列宁格勒第1炮兵学校军事委员，1936年因为在炮兵教育上的贡献而被授予红旗勋章。
1935年第2次被派到了意大利，同年11月被提升为上校，1936年苏联派出以别尔津为首的军事顾问团，尼古拉·沃罗诺夫化名为“伏尔泰将军”，作为炮兵专家和基里尔·阿法纳西耶维奇·梅列茨科夫、坦克兵专家德米特里·巴甫洛夫一起作为军事顾问被派往西班牙。他和梅列茨科夫刚到西班牙就参加了一次进攻，但却发现只有他们两人冒着敌人的射击向前，他们努力说服也无效。在西班牙内战中的经验，让沃罗诺夫关于未来战争中自己对炮兵的经验无效的想法是错的，他被授予列宁勋章和红旗勋章。1937年6月被召回莫斯科，1937年6月20日起担任苏联红军炮兵主任，开始建立苏军炮兵的战争动员制度，推行炮兵的现代化过程，1937年11月他给伏罗希洛夫写了报告，主张用多种先进设备装备炮兵。
1939年夏参加了诺门坎战役，计划和指挥集团军级集群规模的炮兵给予日军打击，朱可夫战后告诉斯大林“沃罗诺夫在计划炮兵火力和输送弹药方面给了我们很大帮助”:190。1939年秋天和1940年夏天的两次苏军大演习中率领新建设的炮兵部队参加了，之后他担任白俄罗斯军区炮兵主任。1939年11月到了第7集团军协助梅列茨科夫组织突破曼纳海姆防线，但由于准备不足等问题，苏军的进攻没有太大进展，次年初又帮助铁木辛哥制定了突破防线的计划，获得成功。苏芬战争之后获得第2枚列宁勋章，被提升为2级集团军级。1940年6月4日被授予炮兵上将军衔，担任基辅特别军区炮兵主任。1940年7月13日担任炮兵装备局副局长，成为格里戈里·伊万诺维奇·库利克的副手。
1941年6月19日调任国土防空军总部部长，7月份担任苏联副国防人民委员兼苏军炮兵主任。7月20日被派到叶利尼亚攻势的地区，组织训练反坦克炮。回到莫斯科之后组织提出了加强防空兵力兵器、改进防空系统的组织结构和指挥的原则性意见:315，并和预备队方面军司令戈沃罗夫发展了对付德国坦克的细节，很快交给大本营，发送给了部队。1943年1月18日被授予炮兵元帅军衔，作为苏军最高统帅部大本营驻方面军代表，参与指挥一系列重大战役。在研究炮兵进攻和反坦克作战的理论与实践、组建炮兵兵团、发展最高统帅部预备队炮兵等方面做出贡献。1942年在斯大林格勒战役中，沃罗诺夫与负责航空兵诺维科夫和戈洛瓦诺夫，负责装甲坦克兵问题的费多连科，深刻研究了各个最重要兵种的使用和协同的问题:532。12月底被任命为大本营驻顿河方面军代表，和以罗科索夫斯基为首的方面军军事委员会共同提出了“指环”计划，歼灭了位于包围圈中的德军，被授予一级苏沃洛夫勋章，罗科索夫斯基回忆说“和他共事给我留下了最美好的回忆”。
1943年8月份被派到加里宁方面军，10月20日他协调了第1和第2波罗的海方面军的协调行动，被授予炮兵元帅军衔。1944年5月和诺维科夫、赫鲁廖夫一起参与了巴格拉季昂计划的制定:674，后因健康原因辞去最高统帅部代表工作，回到莫斯科接受治疗，期间秘密参与制定了八月风暴行动的方案，2月21日被授予炮兵主帅军衔。
1946年5月组织创立了炮兵科学学院，1950年－1953年担任炮兵科学院院长，1953年－1958年担任苏军炮兵指挥学院院长，1958年起担任国防部总监组总监，但实质上為退休，1962年出版他的回忆录《军事生涯》，1968年2月23日进行了恶性肿瘤手术，2月28日去世，骨灰葬于克林姆林宫红场墓园。沃罗诺夫兴趣广泛，包括文学、艺术和运动，他特别喜欢足球，是莫斯科中央陆军足球俱乐部的球迷。